# Malakal
Malakal es un ciudad de Sudán del Sur, capital del estado Alto Nilo. Está localizada a 520 km al norte de Yuba, cerca de la confluencia del río Sobat y el Nilo Blanco, específicamente en la orilla oriental de este último. La población de Malakal fue uno de los bastiones militares del gobierno de Jartum (Sudán) durante la segunda guerra civil sudanesa, pero tras los acuerdos de paz firmados en 2005 la ciudad ha pasado a la administración de Sudán del Sur. Se estima que para 2009 había unos 165.637 habitantes.
Existen tres grandes grupos étnicos, los dinka ngok, nuer y shilluk. La agricultura es una de las principales actividades económicas.
En Malakal se encuentra uno de los dos únicos aeropuertos asfaltados de Sudán del Sur y cuenta con un estadio.